# Antonio Puertas
Antonio José Rodríguez Díaz, mer känd som Antonio Puertas, född 21 februari 1992 i Benahadux, är en spansk fotbollsspelare som spelar för Granada.